# Wolfgang Curtius
Wolfgang Curtius (* 31. Mai 1910 in Duisburg; † 26. August 1996 in Krefeld) war ein deutscher Unternehmer. Er war der Sohn des früheren Reichsaußenministers Julius Curtius, der ebenfalls als Unternehmer tätig war. Wolfgang Curtius zählte innerhalb der Unternehmerfamilie Haniel zum Stamm, der auf Friedrich Wilhelm Haniel zurückging.
Bereits 1939 wurde er Geschäftsführer der Rheinpreussen GmbH, 1949 dann Bergwerksdirektor der Zeche Rheinpreußen. 1951 übernahm er das Amt des Generaldirektors der in eine Aktiengesellschaft umgewandelten Beteiligungsgesellschaft Rheinpreußen.
Er saß im Aufsichtsrat der Unternehmen Ruhrchemie AG, der Westfälischen Transport-Aktiengesellschaft, der Franz Haniel & Cie. GmbH und der Gutehoffnungshütte AG.